# Poder absoluto (película)
Poder absoluto (título original: Absolute Power) es una película estadounidense de 1997, producida y dirigida por Clint Eastwood. Fue protagonizada por Clint Eastwood, Gene Hackman, Ed Harris, Laura Linney, Judy Davis, Scott Glenn, Dennis Haysbert, E.G. Marshall, Melora Hardin, Richard Jenkins. Las escenas del museo se rodaron en el museo Walters.

## Argumento
Luther Whitney (Clint Eastwood) es un ladrón profesional que planifica un nuevo robo. Logra introducirse en la casa de Walter Sullivan (E.G. Marhsall), un multimillonario y el mejor amigo del presidente de los Estados Unidos, Alan Richmond (Gene Hackman), que se encuentra de vacaciones. Mientras está robando, llegan hasta la habitación donde él se encuentra el presidente Richmond y la joven esposa de Walter Sullivan, Christy (Melora Hardin), quienes comienzan a besarse. Luther se oculta, esperando el momento oportuno para escapar, pero el encuentro de la pareja se pone violento. Luther ve cómo el presidente comienza a golpear a la joven y cómo ella logra defenderse con un abrecartas, hiriéndolo. Ante los gritos del presidente, aparecen dos guardaespaldas y le disparan a la mujer, matándola. Luther aprovecha un momento de descuido y logra escabullirse con su botín, tomando consigo la única prueba que puede demostrar la verdad, el abrecartas de acero, que los responsables del crimen habían olvidado en la escena del crimen; aunque sabe que su testimonio en contra del presidente no tiene destino.
Más tarde, la jefa de gabinete del presidente, Gloria Russell (Judy Davis), y Bill Burton (Scott Glenn), al enterarse de lo sucedido, ordenan limpiar la habitación, encontrándose con la caja de seguridad abierta y vaciada. Deciden entonces preparar una coartada, dando a entender que Christy había sido asesinada por un ladrón.
Seth Frank (Ed Harris), teniente-detective de la policía local, investiga a Luther, ya que sabe de su habilidad como ladrón de joyas. La investigación del crimen avanza y Luther decide abandonar el país, temiendo ser acusado del crimen por la policía. Sin embargo, estando en el aeropuerto, cambia de opinión al ver por la televisión un cínico discurso del presidente.
También la guardia personal del presidente sigue a Luther con intención de matarlo. Asimismo, el millonario Walter Sullivan contrata a un mercenario francotirador con la misma intención, pero fracasa.
Kate Whitney (Laura Linney), hija de Luther, abogada y asistente del fiscal de distrito, que apenas ha conocido a su padre por los años que este ha pasado en prisión, aun cuando conoce el pasado delictivo de su padre, no cree que él haya asesinado a Christy. Se ponen de acuerdo para reunirse y conversar en un café al aire libre, pero instantes antes del encuentro, un francotirador de la guardia del presidente intenta matarlos, sin lograrlo. Tanto Luther como su hija logran salvar sus vidas.
Usando su astucia, Luther hace llegar a la asistente del presidente un valioso collar que había pertenecido a Christy, y aquella, sin saberlo, lo luce en una recepción ante el presidente, quien enseguida reconoce la joya. El presidente ordena a sus esbirros que maten a Kate.
Efectivamente, casi logran su cometido, pero Luther logra interponerse y mata a uno de los esbirros en el hospital donde se recuperaba su hija. La policía apresa a la asistente presidencial, en tanto que un tercero se suicida.
A su vez, Luther logra llegar hasta Walter Sullivan, y le entrega el abrecartas incriminatorio con las huellas del presidente, quien aparentemente se suicida con el mismo abrecartas, según explicaciones dadas más tarde por el mismo Sullivan ante los periodistas.

## Reparto
- Clint Eastwood ... Luther Whitney (ladrón de joyas y testigo del crimen)
- Gene Hackman ... Presidente Alan Richmond (asesino de Christy Sullivan)
- Ed Harris ... Seth Frank (Detective a cargo del caso)
- Laura Linney ... Kate Whitney (hija del Luther)
- Judy Davis ... Gloria Russell (Jefe de Gabinete)
- Scott Glenn ... Bill Burton (Servicio Secreto, guardaespaldas del presidente)
- Dennis Haysbert ... Tim Collins (Servicio Secreto guardaespaldas del presidente)
- E.G. Marshall ... Walter Sullivan (viudo de Christy Sullivan)
- Melora Hardin ... Christy Sullivan (esposa de Walter Sullivan)
- Richard Jenkins ... Michael McCarthy (francotirador contratado por Sullivan)
- Alison Eastwood ... Estudiante de arte
- Kimber Eastwood ... Guía turística de la Casa Blanca

## Producción
Los derechos mundiales de la novela para su publicación en formato libro y cinematográfico se vendieron por 5 millones de dólares, según se informó. William Goldman fue contratado para escribir el guion a finales de 1994. Trabajó en varios borradores a lo largo de 1995, que luego describió en sus memorias Which Lie Did I Tell?
Cuando Clint Eastwood se enteró por primera vez de que el libro iba a ser llevado al cine, le gustó la trama básica y los personajes, pero le disgustó que la mayoría de los que consideraba interesantes fueran asesinados. Pidió a Goldman que se asegurara de que "no se matara a nadie que le agradara al público".  Poder absoluto se filmó entre junio y agosto de 1996.
Entre los lugares de Washington D. C. utilizados para el rodaje se encontraba el apartamento del periodista Christopher Hitchens.

## Recepción

### Respuesta crítica
Poder absoluto recibió críticas mixtas por parte de los críticos. En su reseña en The New York Times, Janet Maslin le dio una crítica mixta, escribiendo: "El señor Eastwood dirige una película de género de aspecto sensato con una maestría fluida, pero su trama es silenciosamente desenfrenada". Maslin continúa escribiendo: "La propia actuación del señor Eastwood establece un punto alto para la inteligencia lacónica y hace que la estrella parezca juvenilmente vivaz al bromear tanto sobre su edad".
En el sitio web de reseñas agregadas Rotten Tomatoes, la película tiene una calificación de aprobación del 56% basada en 57 reseñas, con una calificación promedio de 5.7/10. El consenso de los críticos del sitio dice: "Absolute Power se derrumba bajo su trama absurda a pesar de un elenco estelar y la hábil dirección de Clint Eastwood". Metacritic, que utiliza un promedio ponderado, le asignó a la película una puntuación de 52 sobre 100, basada en 21 críticos, lo que indica críticas "mixtas o promedio". Las audiencias encuestadas por CinemaScore le dieron a la película una calificación promedio de "B+" en una escala de A+ a F.
Para el crítico de Aceprensa es «un entretenimiento fácil, consumible y olvidable.» En diario El Mundo, señalaban que la película «creó cierta expectación en su estreno debido a la inusual imagen que ofrecía del comandante en jefe yanqui: un tipo bebedor, mujeriego y embustero.» En la web de RTVE afirman: «Acción, suspense, emoción, intriga, poder... la película tiene todos los ingredientes para atrapar, hasta un presidente de los Estados Unidos salpicado en un asesinato.» Para Sensacine, que muestra una puntuación de 3,5/5, «traza una película de intriga política magníficamente construida y de ritmo trepidante en el que el director hace no pocas referencias al cine de Don Siegel, el cual conoció de muy primera mano, adaptándolo a su mirada y a su momento.»

### Taquillas
La película recaudó 16,8 millones de dólares en su primer fin de semana. Recaudó 50,1 millones de dólares en Estados Unidos y Canadá y 42,7 millones de dólares a nivel internacional, lo que supone un total mundial de 92,8 millones de dólares frente a su presupuesto de producción de 50 millones de dólares. En Italia, fue número uno durante nueve semanas consecutivas. 